# Takeoff (rapper)
Kirsnick Khari Ball (18 juni 1994 – 1 november 2022), professioneel bekend als Takeoff, was een Amerikaanse rapper. Hij werd vooral bekend als het jongste lid van de hiphopgroep Migos. De groep scoorde meerdere top-10-hits in de Billboard Hot 100, waaronder "MotorSport" (met Nicki Minaj en Cardi B), "Stir Fry", "Walk It Talk It" (met Drake) en "Bad and Boujee" (met Lil Uzi Vert), waarvan de laatste piekte op nummer één in de Billboard Hot 100-hitlijst. Hij ontving ook twee Grammy Award-nominaties. Op 1 november 2022 werd Takeoff dodelijk neergeschoten in Houston, Texas.

## Jeugd
Hij begon met het maken van beats in de zevende klas, maar begon pas in 2011 professioneel muziek te produceren.

## Discografie

### Studio albums
The Last Rocket (2018)

### Collaborative albums
Only Built for Infinity Links (with Quavo (2022))

## Overlijden
Op 1 november 2022, na een privéfeest, werd Ball meerdere keren in zijn hoofd en romp geschoten.
Quavo had eerder op de avond een video geplaatst waarin hij door Houston reed met Jas Prince Jr. (de tweede zoon van James Prince), die de verjaardag van zijn vader vierde. Politie-sergeant Michael Arrington van Houston verklaarde dat er een woordenwisseling uitbrak toen een grote groep zich verzamelde buiten de ingang op de derde verdieping van de zaal, en dat er minstens twee kogels werden afgevuurd. In een verklaring zei het platenlabel van Takeoff dat hij was gedood door een "verdwaalde kogel", en politiechef Troy Finner uit Houston zei dat hij niet geloofde dat Takeoff het beoogde doelwit was.